# Ugo Pellis
Ugo Pellis (Fiumicello, 9 octobre 1882 - Gorizia, 17 juillet 1943) est  un écrivain, peintre, photographe et professeur italien.